# Atlantische Hurrikansaison

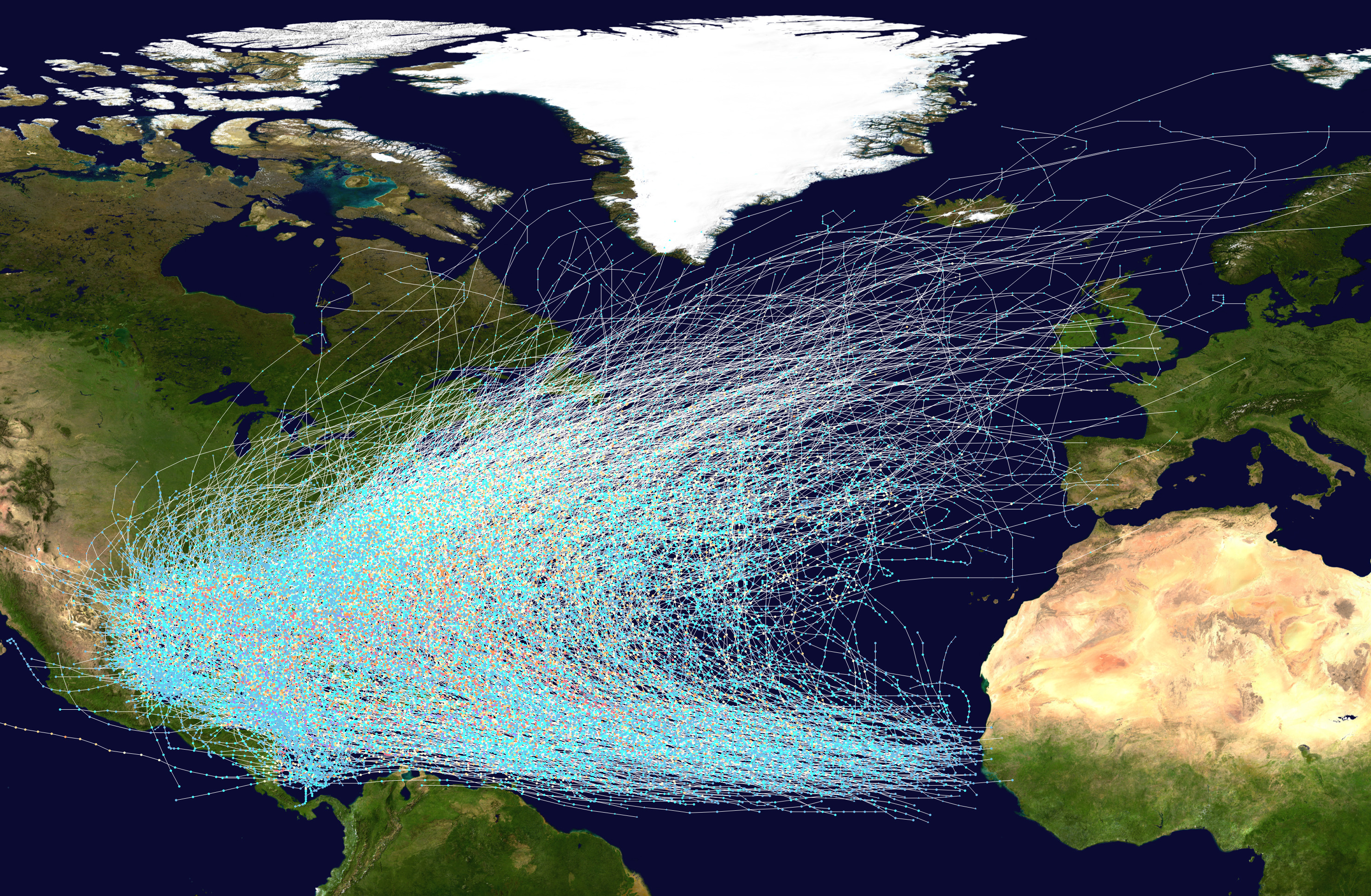
Kartierung aller Zugbahnen von 1851 bis 2019

Tropische Wirbelstürme bilden sich im Atlantischen Ozean gewöhnlich zwischen Anfang Juni und Ende November, weswegen durch das National Hurricane Center (NHC) der USA die Dauer der atlantischen Hurrikansaison auf den Zeitraum vom 1. Juni bis zum 30. November festgelegt ist. Das NHC ist das von der World Meteorological Organization festgelegte Regional Specialized Meteorological Centre (RSMC) für die Atlantikregion.
Die folgenden Listen zu den atlantischen Hurrikansaisons geben einen Überblick über Hurrikane im Atlantischen Ozean seit der Entdeckung Amerikas durch Christoph Kolumbus; frühere Aufzeichnungen über Hurrikane gibt es nicht.
In El-Niño-Jahren treten aufgrund von trockener Luft typischerweise weniger tropische Wirbelstürme im Atlantik auf.